# Godovici
Godovici (in sloveno Godovič, in epoca asburgica in tedesco Godowitsch) è un centro abitato della Slovenia, insediamento (naselje) del comune di Idria. Godovici è capoluogo di una comunità locale che include anche parte del vicino insediamento di Jelični Vrh.

## Storia
In epoca asburgica il centro abitato apparteneva al Ducato di Carniola (fino al 1849 inquadrato a sua volta nel Regno d'Illiria) ed era noto con il toponimo tedesco di Godowitsch e con quello sloveno di Godovič. Costituiva un comune autonomo inserito nel distretto giudiziario di Idria (Idrija) e nel distretto politico di Longatico (Loitsch, Logatec).
Nel 1918, in seguito alla prima guerra mondiale, il comune fu occupato dalle truppe italiane e nel 1920 dopo il Trattato di Rapallo venne formalmente annesso, come tutta la Venezia Giulia, al Regno d'Italia. Il toponimo venne italianizzato in Godovici, e il comune venne inserito nella provincia del Friuli, dapprima nel circondario di Tolmino e successivamente in quello di Idria. In questo periodo il comune si trovò sul confine italo-jugoslavo e inglobò i villaggi di Montorso (Medvedje Brdo) e parte del territorio della frazione di Siberse (Zibrše), che in epoca asburgica facevano parte del comune di Rovte (ted. Gereuth), località rimasta in territorio jugoslavo. Nel 1927 Godovici passò alla nuova provincia di Gorizia, e dopo pochi mesi il comune venne aggregato a quello di Montenero d'Idria (Črni Vrh).
Con la seconda guerra mondiale dopo l'8 settembre 1943 l'intera Venezia Giulia venne occupata dalle truppe tedesche, che la inclusero nella Zona di Operazioni del Litorale adriatico. Nel 1945 l'area passò sotto il controllo delle truppe jugoslave, venendo inclusa nella zona B a est della Linea Morgan. Nel 1947, con i Trattati di Parigi, Godivici (tornata ufficialmente Godovič) venne annessa formalmente alla Jugoslavia. Dal 1991 fa parte della Slovenia, come insediamento del comune di Idria.

## Società
Secondo il censimento del 1921, il 3,72% della popolazione era di madrelingua italiana.